# The Singles (The Clash 1991)
The Singles è una raccolta di brani dei Clash che comprende tutti i loro singoli pubblicati (l'unico mancante è This Is England) e può essere definito come una sorta di "Greatest Hits".

## Tracce
1. White Riot [Single Version] - 1:57 (Joe Strummer, Mick Jones)
2. Remote Control - 2:58 (Joe Strummer, Mick Jones)
3. Complete Control - 3:11 (Joe Strummer, Mick Jones)
4. Clash City Rockers - 3:46 (Joe Strummer, Mick Jones)
5. (White Man) in Hammersmith Palais - 3:58 (Joe Strummer, Mick Jones)
6. Tommy Gun - 3:13 (Joe Strummer, Mick Jones)
7. English Civil War - 2:34 (Trad. arr. Joe Strummer, Mick Jones)
8. I Fought the Law - 2:38 (Sonny Curtis)
9. London Calling - 3:17 (Joe Strummer, Mick Jones)
10. Train in Vain - 3:06 (Joe Strummer, Mick Jones)
11. Bankrobber - 4:32 (Joe Strummer, Mick Jones, Mikey Dread)
12. The Call Up - 5:21 (Clash)
13. Hitsville UK - 4:19 (Clash)
14. The Magnificent Seven [Single Version] - 4:26 (Clash)
15. This Is Radio Clash - 4:08 (Clash)
16. Know Your Rights - 3:35 (Joe Strummer, Mick Jones)
17. Rock the Casbah [Single Version] - 3:35 (Clash)
18. Should I Stay or Should I Go - 3:08 (Clash)

## Formazione
The Clash
- Terry Chimes - batteria nelle tracce 1, 2
- Topper Headon - batteria e percussioni nelle tracce 3-18; pianoforte e basso nella traccia 17
- Mick Jones - chitarra solista e ritmica nelle tracce 1-18; voce nelle tracce 2, 10, 13, 18; armonie vocali nelle tracce 1, 3-5, 7-9, 11, 12, 14, 15, 17; effetti sonori nella traccia 15
- Paul Simonon - basso nelle tracce 1-12, 15-16, 18; armonie vocali nelle tracce 1, 8, 9, 17
- Joe Strummer - voce nelle tracce 1-9, 11-12, 14-17; chitarra ritmica nelle tracce 1-10, 16, 18; armonie vocali nella traccia 18

Altri musicisti
- Mickey Gallagher - tastiere nelle tracce 10, 12, 13, 14
- Mikey Dread - effetti sonori nella traccia 11
- Norman Watt-Roy - basso nelle tracce 13, 14
- Ellen Foley - voce nella traccia 13
- Joe Ely - armonie vocali nella traccia 18

Crediti
- Mickey Foote - produttore nelle tracce 1, 2
- Bill Price - ingegnere del suono
- Lee Perry - produttore nella traccia 3
- The Clash - produttori nelle tracce 5, 12-18